# درمانده (فیلم)
درمانده (انگلیسی: Helpless; کره‌ای: 화차) یک فیلم دلهره‌آور روان‌شناختی سال ۲۰۱۲ کره جنوبی بر پایه رمان پرفروش All She Was Wort (火車) اثر نویسنده ژاپنی می‌یابه می‌یوکی است.
داستان فیلم درمورد مردی است که به دنبال نامزدش که بی هیچ ردی ناپدید شده‌است می‌گردد.